# Scott Helman
Scott Helman (Toronto, 1º ottobre 1995) è un cantante canadese.

## Biografia
Nato e cresciuto nella capitale canadese, si è laureato presso la Earl Haig Secondary School. Ha lanciato la propria carriera musicale nel 2014, venendo selezionato come opening act di tour per artisti come Tegan and Sara e Shawn Mendes.
È salito alla ribalta per mezzo dell'uscita del primo EP Augusta, messo in commercio attraverso la divisione canadese della Warner, la cui traccia Bungalow è divenuta una hit, raggiungendo la 31ª posizione della Canadian Hot 100 e rimanendovi per 22 settimane. La popolarità riscontrata dal progetto ha permesso al cantante di ottenere due candidature ai Juno Award del 2016, i principali premi musicali a livello nazionale.
Nel 2017 è uscito il primo album in studio Hôtel de ville, candidato come album pop dell'anno ai Juno Award del 2018, che ha fatto il proprio ingresso al 45º posto della Canadian Albums e che è stato promosso da diversi singoli, tra cui Kinda Complicated e PDA, entrambi collocatisi nella hit parade canadese. La Music Canada ha certificato 360 000 unità dei suoi brani, corrispondenti a tre dischi d'oro e tre di platino.

## Discografia

### Album in studio
- 2017 – Hôtel de ville
- 2020 – Nonsuch Park

### EP
- 2014 – Augusta

### Singoli
- 2018 – PDA
- 2018 – Ripple Effect
- 2018 – Hang Ups
- 2019 – Everything Sucks
- 2020 – Wait No More
- 2020 – Coming Home (for Christmas)
- 2021 – Good Problems
- 2021 – Old Friends
- 2021 – Pretty
- 2022 – Where the Sidewalk Ends (con Gnash)
- 2023 – Drive
- 2023 – Back Together
- 2023 – Every Time (Drive By)
- 2023 – Chuck Taylors
- 2023 – Collarbone
- 2024 – Somewhere Sweet
- 2024 – Machine (solo o con gli Wild Rivers)